# Distrito de Yanacancha (Pasco)
El distrito peruano de Yanacancha es uno de los trece distritos de la provincia de Pasco, ubicada en el departamento de Pasco, bajo la administración del Gobierno Regional de Pasco, Perú.  Limita por el este con los distritos de Ninacaca y Huachón; por el norte con los distritos de Ticlacayán y San Francisco de Asís de Yarusyacán; por el sur con el Distrito de  Chaupimarca y por el oeste con los distritos de Simón Bolívar y Santa Ana de Tusi.

## Historia
El distrito fue creado mediante Ley 10030 del 08 de noviembre de 1944, que fue promulgada en el primer gobierno del Presidente de la República del Perú Manuel Prado Ugarteche. En su territorio, en el año 1833 se estableció la Casa de Moneda de Cerro de Pasco. También ese año se establecía en el Perú el tercer congreso constituyente.

## Geografía
El Distrito de Yanacancha se encuentra situado al Norte del distrito de Chaupimarca, en la zona central de la Provincia de Pasco que forma parte de la Subregión Alto Andina.
Se halla a una altitud que varía entre los 3 250 m.s.n.m. y 4 380 m.s.n.m, la cual es la máxima altura que se encuentra esta hermosa ciudad. Por ello es considerada "La ciudad más alta del mundo "Se encuentra en el piso ecológico de Suni y Puna o Jalca, según la clasificación del Dr. Javier Pulgar Vidal, quien presentó su tesis en la Tercera asamblea General del Instituto Panamericano de Geografía e Historia. 
El distrito en su conjunto, está situado en el ramal central de los Andes Centrales.  Coordenadas: aproximadamente a 9°45´y 10°15´latitud sur y 74°45´y 76°45' longitud oeste.

## Capital
La sede principal del distrito se ubica en San Juan Pampa, una ciudad con trazos urbanísticos modernos.  Por una planificación descentralizada de la Ciudad de Cerro de Pasco, en San Juan funcionan un gran sector de los centros escolares de educación  inicial, primaria, secundaria y superior, como los institutos superiores pedagógico, tecnológicos; y la principal universidad de Cerro de Pasco que es la Universidad Nacional Daniel Alcides Carrión (UNDAC) . Además, la ciudad cuenta con centros de abastos, Palacio Municipal, dos Iglesias, tres comandancias de la Policía Nacional, dependencias públicas y servicios de transporte urbano e interprovincial.

## Clima
El distrito de Yanacancha tiene un clima frío, mayormente nublado debido a que se encuentra a una altitud de 4380 m s. n. m.

## Vías de acceso
El distrito está conectado al ramal principal de la Carretera Central: Huánuco y La Oroya. Otras carreteras reafirmantes la unen con los centros mineros de Milpo , Atacocha , Santa Ana de Tusi.

## Colegios
- Institución Educativa Particular Integrada Francisco Bolognesi
- Institución Educativa Integrado César Vallejo
- Institución Educativa Integrado María Parado de Bellido
- Institución Educativa Particular Pitágoras
- Institución Educativa Alfred Nobel
- Institución Educativa Columna Pasco
- Colegio Nacional Industrial 31 Nuestra Señora del Carmen
- Institución Educativa San Andrés
- Institución Educativa Bellavista
- Institución Educativa Amauta
- Institución Educativa Alfonso Ugarte
- Institución Educativa Integrado Almirante Grau

## Institutos de educación superior

### Institutos
- instituto Superior pedagógico Público Pasco
- instituto Superior Tecnológico Público Pasco
- Senati -Cerro de Pasco

### Universidades
- Universidad Nacional Daniel Alcides Carrión (UNDAC)

## Estadios
- Coloso Yanacanchino

### Buses Pequeños
- Villa Minera
- Pioner buss
- Santa Rosa
- RUTA 23
- Nuestro señor de Exaltación.

## Bancos
El Distrito de Yanacancha cuenta con varias instituciones financieras como:
1. Banco de la Nación
2. Banco de Crédito del Perú
3. Banco Continental
4. Interbank
5. BCP
6. Caja Piura
7. Scotiabank
8. Caja huancayo

## Autoridades

### Municipales
- 2023-2026[2]
  - Alcalde: Julio C. Cajahuaman Quispe.
  - Regidores:

  1. Francisco Malaga Amable
  2. Ines Berrospi Feliciano
  3. Diana Ramos Peña
  4. Yeison Lenin Arrieta Rubin
  5. Milagros Salcedo Albornoz
  6. Moisés Soto Mejia
  7. Nidia Milagros Bazan Barrera

TRANQUILO, ESTAMOS AVANZANDO...
Alcaldes anteriores
- 2019-2022: Omar Raraz Pascual.

- 2017-2018: Mario Orlando Palacios Panez
- 2011-2014:[3] Cecilio Caña Cajahuamán, del Partido Democrático Somos Perú (SP).[4]
- 2007-2010: Jhoni Teodosio Ventura Rivadeneira.

### Policiales
- Comisaría de Yanacancha PNP